# Liekele
Liekele is een Friese voornaam, die zowel voor jongens als voor meisjes kan worden gebruikt.
'Liekele' is een deratief van het Griekse 'Angelos', dat "engel" betekent. In de loop van de eeuwen werd 'Liekele' echter steeds vaker afgekort, en zo ontstond de meisjesnaam 'Lieke'.
Naast "Liekele" is er buiten Friesland (Frankrijk) nog een naam uit een deratief van het woord "Angelos" ontstaan, namelijk "Angelique".